# Tuffi ai Giochi della XIX Olimpiade - Piattaforma 10 metri maschile
La competizione dei tuffi dalla Piattaforma 10 metri maschile è stata una delle quattro gare di tuffi inclusa nel programma dei Giochi della XIX Olimpiade disputati a Città del Messico nel 1968.

## Formato
La competizione è stata divisa in due fasi:
1. Preliminare (24-25 ottobre)
I tuffatori hanno eseguito cinque tuffi obbligatori con limiti di difficoltà e due tuffi liberi senza limiti di difficoltà. I migliori dodici atleti hanno avuto accesso alla fase di finale.
2. Finale (26 ottobre)
I tuffatori hanno eseguito tre tuffi liberi senza limiti di difficoltà.

La classifica finale è stata determinata dalla somma dei punteggi del turno preliminare e della finale.

## Risultati

### Preliminare
| Pos. | Atleta               | Nazione          | Tuffi | Tuffi | Tuffi | Tuffi | Tuffi | Tuffi | Tuffi | Totale |
| Pos. | Atleta               | Nazione          | 1º    | 2º    | 3º    | 4º    | 5º    | 6º    | 7º    | Totale |
| ---- | -------------------- | ---------------- | ----- | ----- | ----- | ----- | ----- | ----- | ----- | ------ |
| 1    | Klaus Dibiasi        | Italia           | 12,16 | 12,32 | 15,58 | 15,01 | 13,68 | 17,25 | 22,04 | 108,04 |
| 2    | Álvaro Gaxiola       | Messico          | 11,70 | 13,30 | 14,06 | 18,98 | 13,32 | 10,80 | 21,17 | 103,33 |
| 3    | Keith Russell        | Stati Uniti      | 12,30 | 12,16 | 14,06 | 13,32 | 13,14 | 16,90 | 19,50 | 101,38 |
| 4    | Win Young            | Stati Uniti      | 11,85 | 13,32 | 13,86 | 13,87 | 11,36 | 18,20 | 17,52 | 99,98  |
| 5    | Franco Cagnotto      | Italia           | 10,56 | 9,92  | 13,68 | 14,25 | 13,32 | 16,10 | 16,90 | 94,73  |
| 6    | Luis Nino De Rivera  | Messico          | 11,36 | 13,87 | 11,88 | 13,49 | 16,10 | 11,36 | 15,60 | 93,66  |
| 7    | Lothar Matthes       | Germania Est     | 10,40 | 12,92 | 13,11 | 15,60 | 12,42 | 9,76  | 17,98 | 92,19  |
| 8    | Tord Anderson        | Svezia           | 11,04 | 11,04 | 12,73 | 13,68 | 12,24 | 14,95 | 16,38 | 92,06  |
| 9    | Vladimir Vasin       | Unione Sovietica | 10,56 | 10,72 | 12,60 | 13,34 | 12,73 | 13,11 | 18,85 | 91,91  |
| 10   | Mikhail Safonov      | Unione Sovietica | 13,32 | 10,98 | 10,80 | 13,49 | 12,73 | 14,03 | 16,08 | 91,43  |
| 11   | José Robinson        | Messico          | 10,35 | 9,76  | 14,06 | 14,95 | 14,06 | 11,34 | 16,64 | 91,16  |
| 12   | Bernd Wucherpfennig  | Germania Ovest   | 11,04 | 10,88 | 12,06 | 12,92 | 15,18 | 11,20 | 16,38 | 89,66  |
| 13   | Włodzimierz Mejsak   | Polonia          | 10,72 | 12,73 | 10,83 | 10,24 | 10,80 | 14,95 | 19,14 | 89,41  |
| 14   | Karl-Heinz Schwemmer | Germania Ovest   | 10,40 | 11,97 | 12,92 | 11,88 | 15,41 | 10,56 | 15,86 | 89,00  |
| 15   | Donald Wagstaff      | Australia        | 11,20 | 12,35 | 11,59 | 11,34 | 12,65 | 10,72 | 19,14 | 88,99  |
| 16   | Viktor Pogozhev      | Unione Sovietica | 12,42 | 9,92  | 12,16 | 10,62 | 11,88 | 14,03 | 15,86 | 86,89  |
| 17   | Richard Gilbert      | Stati Uniti      | 8,25  | 12,54 | 13,30 | 10,05 | 17,16 | 11,88 | 13,52 | 86,70  |
| 18   | Klaus Konzorr        | Germania Ovest   | 10,88 | 13,49 | 12,16 | 10,24 | 11,16 | 14,72 | 14,04 | 86,69  |
| 19   | Waguih Aboul Seoud   | Rep. Araba Unita | 10,24 | 13,30 | 12,16 | 16,12 | 10,56 | 11,04 | 12,47 | 85,89  |
| 20   | Rolf Sperling        | Germania Est     | 11,36 | 12,92 | 11,40 | 15,18 | 8,32  | 12,42 | 14,21 | 85,81  |
| 21   | Jakub Puchow         | Polonia          | 10,40 | 10,24 | 15,41 | 12,78 | 11,40 | 9,31  | 15,60 | 85,14  |
| 22   | Jerzy Kowalewski     | Polonia          | 8,00  | 12,54 | 11,88 | 12,48 | 12,54 | 10,24 | 17,40 | 85,08  |
| 23   | Junji Yuasa          | Giappone         | 10,88 | 10,45 | 13,32 | 11,16 | 15,41 | 8,00  | 14,88 | 84,10  |
| 24   | Toshio Otsubo        | Giappone         | 10,88 | 10,40 | 11,78 | 11,97 | 11,16 | 10,35 | 16,64 | 83,18  |
| 25   | Bob Eaton            | Canada           | 12,54 | 11,52 | 10,62 | 15,60 | 9,30  | 9,75  | 12,76 | 82,09  |
| 26   | Yosuke Arimitsu      | Giappone         | 12,00 | 8,48  | 10,83 | 10,64 | 10,08 | 14,03 | 15,66 | 81,72  |
| 27   | Robin Baskerville    | Gran Bretagna    | 10,40 | 9,88  | 12,35 | 10,32 | 10,72 | 11,70 | 15,86 | 81,23  |
| 28   | David Priestley      | Gran Bretagna    | 10,08 | 12,16 | 13,30 | 12,24 | 10,56 | 11,52 | 10,44 | 80,30  |
| 29   | José Ponce           | Cuba             | 8,32  | 9,31  | 12,16 | 10,40 | 14,08 | 9,80  | 15,95 | 80,02  |
| 30   | Alberto Moreno       | Cuba             | 10,40 | 11,02 | 9,88  | 8,96  | 10,72 | 15,86 | 11,44 | 78,28  |
| 31   | Song Jae-Ung         | Corea del Sud    | 10,08 | 8,74  | 12,16 | 15,18 | 11,70 | 8,64  | 10,80 | 77,30  |
| 32   | Diego Heñao          | Colombia         | 12,98 | 9,88  | 9,50  | 11,60 | 8,48  | 9,76  | 11,89 | 74,09  |
| 33   | Kenneth Sully        | Canada           | 10,24 | 11,40 | 11,20 | 9,62  | 8,40  | 6,72  | 7,83  | 65,41  |
| 34   | Jerry Anderson       | Porto Rico       | 11,73 | 9,12  | 9,12  | 9,18  | 8,32  | 6,40  | 11,27 | 65,14  |
| 35   | Héctor Bas           | Porto Rico       | 8,85  | 5,06  | 8,74  | 7,92  | 2,56  | 4,40  | 10,44 | 47,97  |

### Finale
| Pos.    | Atleta              | Nazione          | Prelim. | Tuffi | Tuffi | Tuffi | Totale |
| Pos.    | Atleta              | 1º               | Prelim. | 2º    | 3º    |       | Totale |
| ------- | ------------------- | ---------------- | ------- | ----- | ----- | ----- | ------ |
| Oro     | Klaus Dibiasi       | Italia           | 108,04  | 19,92 | 20,02 | 16,20 | 164,18 |
| Argento | Álvaro Gaxiola      | Messico          | 103,33  | 16,08 | 16,10 | 18,98 | 154,49 |
| Bronzo  | Win Young           | Stati Uniti      | 99,98   | 15,39 | 17,68 | 20,88 | 153,93 |
| 4       | Keith Russell       | Stati Uniti      | 101,38  | 18,72 | 11,07 | 21,17 | 152,34 |
| 5       | José Robinson       | Messico          | 91,16   | 18,00 | 17,82 | 16,64 | 143,62 |
| 6       | Lothar Matthes      | Germania Est     | 92,19   | 14,72 | 16,90 | 17,94 | 141,75 |
| 7       | Luis Nino De Rivera | Messico          | 93,66   | 14,16 | 15,66 | 17,68 | 141,16 |
| 8       | Franco Cagnotto     | Italia           | 94,73   | 15,08 | 13,68 | 15,40 | 138,89 |
| 9       | Mikhail Safonov     | Unione Sovietica | 91,43   | 14,30 | 15,64 | 17,40 | 138,77 |
| 10      | Vladimir Vasin      | Unione Sovietica | 91,91   | 17,52 | 15,86 | 13,11 | 138,40 |
| 11      | Tord Anderson       | Svezia           | 92,06   | 12,65 | 14,74 | 11,76 | 131,21 |
| 12      | Bernd Wucherpfennig | Germania Ovest   | 89,66   | 15,41 | 15,84 | 8,58  | 129,49 |